# Anomala canisia
Anomala canisia är en skalbaggsart som beskrevs av Ohaus 1925. Anomala canisia ingår i släktet Anomala och familjen Rutelidae. Inga underarter finns listade i Catalogue of Life.